# Casas de Guijarro
Casas de Guijarro település Spanyolországban, Cuenca tartományban. Casas de Guijarro Pozoamargo, Sisante és Casas de Benítez községekkel határos. Lakosainak száma 102 fő (2024).

## Népesség
A település népessége az utóbbi években az alábbiak szerint változott:
| Lakosok száma | 139  | 131  | 134  | 153  | 142  | 135  | 112  | 117  | 119  | 102  |
|               | 2001 | 2004 | 2006 | 2009 | 2011 | 2014 | 2016 | 2019 | 2021 | 2024 |